# قصر الخباز
قصر الخباز ومرقب الخباز موقع أثري عراقي في وادي الخُبّاز في قضاء حديثة بمحافظة الأنبار بالبادية العراقية، غرب العراق، كان من حدود أقصى شمال شرق محافظة البادية الشمالية المُلغاة حيث يُتاخم قصرُ الخباز غربَ هيت بلواء الدليم متجهاً غرباً إلى عيون محيور.